# Medicinsk träningsterapi
Medicinsk träningsterapi (MTT) är en sjukgymnastisk rehabiliterande behandling med syfte att stärka, mobilisera och smärtlindra problem i rörelse- och stödjeorgan. MTT har visat sig ha god effekt vid många olika sjukdomstillstånd. 
Medicinsk träningsterapi utförs vanligen: 
- i grupp,
- med träningsutrustning som exempelvis dragapparater,
- under överinseende av sjukgymnast eller sjukgymnastbiträde,
- med ett eller flera pass global träning,
- med apparatträning med 3 set om vardera cirka 30 repetitioner.

Global träning omfattar så stora delar av kroppen som möjligt och innebär ofta träningscykel, roddmaskin, löpband eller liknande. Vid svårbehandlade smärttillstånd brukar global träning prioriteras över specifik träning, då en förbättrad kondition höjer smärttröskeln och en ökad genomblödning ofta kan förbättra smärttillstånd.